# Porto Calvo
Porto Calvo – miasto i gmina w Brazylii, w stanie Alagoas.
Ma powierzchnię 307,9 km². Według danych ze spisu ludności w 2010 roku gmina liczyła 25 708 mieszkańców, a gęstość zaludnienia wynosiła 83,49 osób/km². Dane szacunkowe z 2020 roku podają liczbę 27 249 mieszkańców. 
W 2018 roku produkt krajowy brutto per capita wyniósł 12 119 reali brazylijskich.
Gminę utworzono w 1636 roku.